# Nyctemera regularis
Nyctemera regularis är en fjärilsart som beskrevs av Pieter Cornelius Tobias Snellen 1880. Nyctemera regularis ingår i släktet Nyctemera och familjen björnspinnare. Inga underarter finns listade i Catalogue of Life.